# Perisoreus internigrans
Perisoreus internigrans е вид птица от семейство Вранови (Corvidae). Видът е световно застрашен, със статут Уязвим.

## Разпространение
Видът е разпространен в Китай.